# بيدرو ديل فالي
بيدرو ديل فالي (بالإنجليزية: Pedro del Valle)‏ هو ضابط أمريكي، ولد في 28 أغسطس 1893 في سان خوان في الولايات المتحدة، وتوفي في 28 أبريل 1978 في أنابولس في الولايات المتحدة.